# Podmornice klase CB
Klasa CB je bila klasa talijanskih džepnih dizel-električnih podmornica izgrađenih tijekom Drugog svjetskog rata. Naoružane s dva bočno smještena torpeda, namjena im je bila borba u priobalnim područjima.

Od ukupno 72 (koliko je planirano) kobilice su položene za samo 22 podmornice te su sve građene u brodogradilištu Caproni.

Jedan očuvan primjerak ove podmornice (P-901 Mališan) nalazi se u tehničkom muzeju u Zagrebu.